# 无诸
無諸（前222年以前—前192年以前），又作亡諸，騶姓，閩越王，据史记记载为越王勾踐的後代，於戰國末期至西漢初期在位，使一度臣服于秦朝的閩越王国复兴，並成為西汉立國之初第一位越人异姓諸侯王。
由於無諸是福建歷史上第一位有文獻記載的君主，並且是帶領閩越人登上歷史舞台的卓越人物，因此被後世的閩民系頌揚並尊奉為“開閩始祖”。無諸在位時期，剛好歷經了中原政局的動盪與轉變，因此他採取與中原各個政權友善共處的外交策略，先後以臣屬於秦、漢二朝來換取閩越國的延續與發展。有鑒於中原文化與科技的興盛，無諸積極引進華夏文化，並與閩越人原本的百越文化融合，發展出獨特且輝煌一時的閩越文化。在科技方面也引入中原先進的冶鐵技術，使閩越國在農業生產、百姓生活與軍事武裝上都有進一步的發展。

## 生平

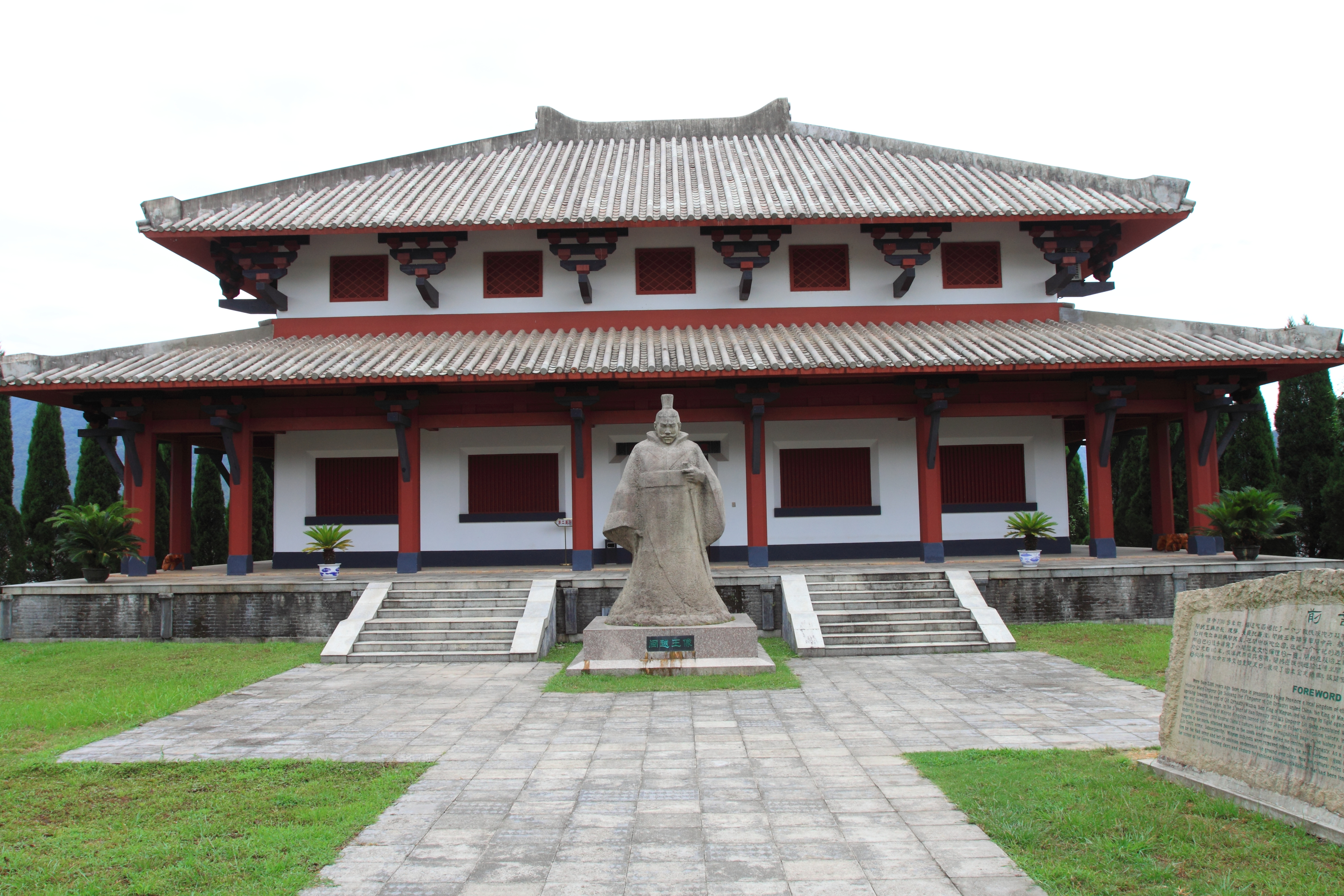
閩越王城博物館的無諸雕像

無諸生於戰國晚期的武夷山或福州一帶，是越王勾践后裔，後來继位为閩越王。前222年，秦国展開進攻百越的軍事行動，閩越在此次行動中被征服。然而，閩越距離中原太過遙遠以致難以實質統治，因此秦始皇僅將無諸廢為君長，並降閩越國為閩中郡，由無諸繼續統治，類似后世的土司。
前209年，陳勝、吳廣於大澤鄉揭竿起義后，原六國的貴族再度武裝反抗秦朝，无诸与另一位君長搖率领閩越人跟从鄱阳令吴芮北上帮助中原诸侯消灭秦朝。秦朝灭亡后，楚王项羽並沒有冊封无诸和摇为王，因此無諸與搖皆未臣屬於項羽。后来，无诸、摇率领閩越人辅佐漢王刘邦打败项羽。前202年，登上帝位的刘邦封无诸为闽越王，統治閩越故土，都城设在東冶。
杨琮在《闽越国文化》一书中推测，汉惠帝三年（前192年），闽君摇受封东海王，建立东瓯，此时无诸可能已经去世。
关于无诸墓葬，有一说是在福州城隍山西面的小山丘，俗呼王墓山。另一说，无诸墓在南台（今台江区）嘉崇里（即大庙山）闽越祖庙后。

## 家庭
孫
- （越）繇王　丑

## 閩越王城

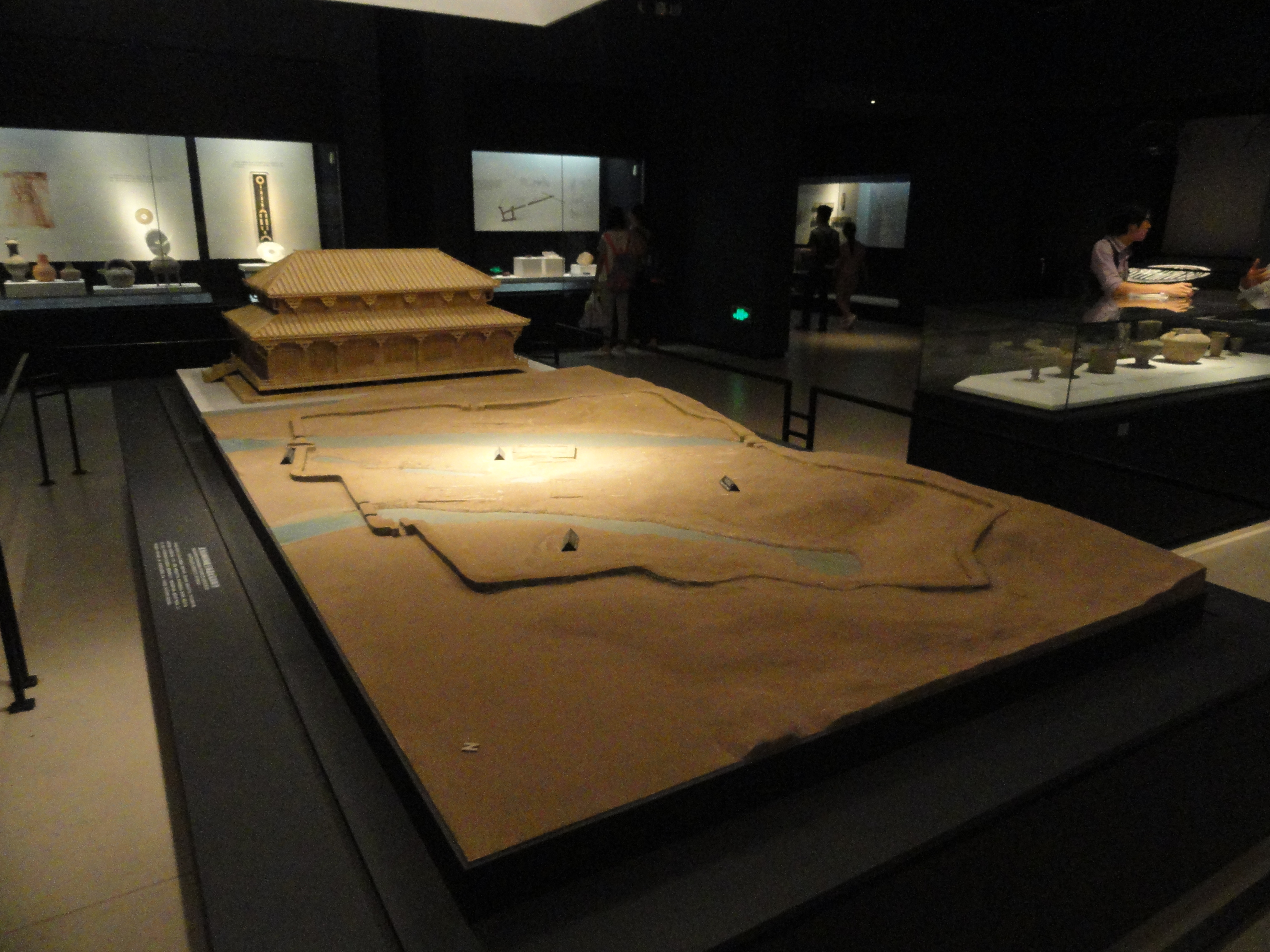
福建博物院的閩越王城模型

前202年，無諸受封閩越王後，開始在武夷山城村一帶建造閩越王城。閩越王城佔地48萬米平方、夯土城牆沿著附近山勢建築長約2896米，今日殘存的城牆就已高4到8米。王公貴族居住在城內的宮殿群，並擁有排水系統，在城外則有大量的官署、住宅以及墓葬。公元前111年，西漢消滅閩越國其間，閩越王城被破壞，因此閩越王城至今僅剩殘骸。今日位於武夷山城村的闽越王城现存遗址为中華人民共和國重点保护文物单位。
公元前202年，刘邦封无诸为闽越王，统治闽中。这一年，无诸开始修建闽越王城“冶”。公元前110年，闽越国被汉武帝消灭。闽越王城究竟在哪？这个问题在学术界曾引起过各种争论。福建师范大学社会历史学院博士生导师戴显群教授介绍，之前曾出现了“崇安论”、“福州论”、“浙南论”等。此前武夷山汉代古城遗迹的发现更是一度让“崇安论”独领风骚。但是近几年来，屏山附近的考古发现，一再印证了闽越王城就在此处，使“福州论”成为主流说法。省考古队队员高建斌介绍，上个世纪90年代，在屏山一带曾有不少考古发现，其中鼓屏路钱塘巷基建工地，发现了汉代文化堆积层、几何图案的陶片等文物。1997年，屏山永辉超市附近，出土多块“万岁瓦当”，轰动一时，这些有可能与汉代皇宫有关。此后，省财政厅工地的探方中又发掘出两期叠压的建筑遗迹。“和武夷山汉代古城遗址相比，我们缺乏的是全面、大范围的发掘。”高建斌说。而在这一次的屏山站地铁施工现场的考古勘察中，年代分明的地层、宫廷级别的汉代陶片、疑为城墙遗址的“砖墙”，再一次提供了有力论证。

## 後世影響
晚唐五代十國，閩國嗣王王延翰藉由推崇《史記》中對無諸中興建國等歷史事蹟的記載，主張閩國應該要繼承古閩越國的意志立國於福建，後來受到臣民擁立而建國稱王。其後，閩王王延鈞謀求割據福建稱帝，要求後唐追封無諸為王。長興二年（931年）七月，後唐應其請求，追封無諸為“富義王”。

## 神化崇拜
無諸在接受漢朝使者的冊封時，特別在惠澤山（大廟山）建築高台作為冊封儀式的場所，被稱為「越王台」。後世閩越人在越王台旁建閩越王廟，俗稱「大王廟」，為閩越國重要遺跡。大王廟在無諸之子騶餘善敗亡滅國後，香火不興，並逐漸毀壞。公元856年復建，此後歷代亦有多次修建；宋《三山志》載：武烈英護鎮閩王廟，釣龍台山之西。昔漢遣使封王為閩粵王，受冊命於此，其後即此立廟。武帝既誅郢，封繇君丑，奉王祭祀，居股繼之。然而，大王廟在1922年因失火而銷毀。如今在大廟山上肅立著一塊石碑，摹刻宋代書法家米芾的「全閩第一江山」題記，不過今日保存在福州四中的校園內的石碑為後人描摹之作，當年米芾題寫的碑刻已遺失。
唐大中十年（856年），建祠。五代闽王王审知追封其神格為「閩越王」。宋代，又號「顯聖武勇王」；北宋宣和二年（1120年），敕賜廟號「武濟」，六年追封為「鎮閩王」；南宋建炎四年（1130年），加封「武烈」；紹興三十一年（1161年），加封「英護」，夫人封「贊靈」。元代，改封為「真君」。明洪武十年（1377年） ，從神故封，號「漢閩越王之神」。
民間信仰認為閩越王无诸與玉皇大帝同日誕辰，生於正月初九。
福州市現存多處閩越王無諸廟：例如福州藤山港頭祖廟、荆溪永丰闽越王庙（临水境）、甘蔗昙石闽越王庙（昙石境）、洋里乡仙洋闽越王庙、闽侯上街建平后山村閩越王祠、閩清坂東文定漢閩越王廟等、闽清县墘面村閩越王廟等；福建其他地區亦有留存無諸祠廟。